# Giro del Mendrisiotto 2005
Il Giro del Mendrisiotto 2005, sessantacinquesima edizione della corsa, valido come prova di classe 1.2 dell'UCI Europe Tour 2005, si svolse il 13 marzo 2005 su un percorso di circa 138,6 km. Fu vinto dall'italiano Michele Maccanti, che terminò la gara in 3h17'43" alla media di 42,06 km/h.
Al traguardo 63 ciclisti portarono a termine la gara.

## Ordine d'arrivo (Top 10)
| Pos. | Corridore           | Squadra       | Tempo    |
| ---- | ------------------- | ------------- | -------- |
| 1    | Michele Maccanti    | LPR-Piacenza  | 3h17'43" |
| 2    | Daniele Contrini    | LPR-Piacenza  | s.t.     |
| 3    | Mauro Santambrogio  | LPR-Piacenza  | s.t.     |
| 4    | Ivan Fanelli        | LPR-Piacenza  | a 2'21"  |
| 5    | Maurizio Varini     | Cer. Flaminia | s.t.     |
| 6    | David Vitoria       | VC Mendrisio  | s.t.     |
| 7    | Artur Krol          | Feralpi       | a 3'01"  |
| 8    | René Weissinger     | Volksbank     | s.t.     |
| 9    | Alessandro Maserati | LPR-Piacenza  | s.t.     |
| 10   | Ralph Näf           | Athleticum    | s.t.     |